# Alfa Romeo Carabo
El Alfa Romeo Carabo, Alfa Romeo 33 Carabo o Bertone Carabo es un prototipo de automóvil, creado por la empresa italiana Alfa Romeo y carrozado por Carrozzeria Bertone. Se expuso en el Salón del Automóvil de París en 1968. Su nombre deriva de un tipo de escarabajo, el Carabus auratus, así como su color verde con naranja luminiscente, que imita los colores de este insecto.

## Mecánica
El prototipo se construyó sobre el chasis del Alfa Romeo 33 Stradale. Posee un motor V8 de 1.995 cc con 230 CV de potencia (172 kW) a 8800 rpm, con el que consiguió alcanzar una velocidad máxima de 250 km/h, y con el que era capaz de acelerar de 0 a 100 en sólo 6,5 segundos. La caja de cambios es manual con 6 velocidades.

## Diseño
El diseño original fue realizado por Marcello Gandini, bajo la firma Bertone. Su línea tiene forma de cuña y baja altura (sólo 99 cm). Sus puertas de tijera inspiraron posteriormente al Lamborghini Countach.
El prototipo fue diseñado en 10 semanas, y solo se construyó un ejemplar que se conserva en el Museo Storico Alfa Romeo de Arese. A pesar de que han transcurrido más de 50 años desde su creación, el modelo sigue conservando un marcado aire futurista.